# Jacopo de Carrara
Pour les articles homonymes, voir de Carrara.
Pour les autres membres de la famille, voir Maison de Carrara.
Jacopo de Carrara (mort en 1324), appelé aussi Il grande, est le fondateur de la famille Carraresi qui gouverna Padoue de  1318 à 1405.

## Biographie
À partir de 1318 Jacopo de Carrara fut chef de la république de Padoue, mais il fut forcé pendant tout son règne de combattre pour maintenir sa souveraineté. Il fut même obligé de la partager avec Frédéric, duc d'Autriche, pour obtenir de lui des secours contre Cangrande della Scala, seigneur de Vérone. 

## Sources
- Marie-Nicolas Bouillet  et Alexis Chassang (dir.), « Jacopo de Carrara » dans Dictionnaire universel d’histoire et de géographie, 1878 (lire sur Wikisource)